# Журавлиха (Ульяновская область)
Журавлиха — опустевший посёлок Радищевского района, административный центр Ореховского сельского поселения.

## География
Находится на расстоянии примерно 22 километра по прямой на северо-восток от районного центра — посёлка Радищево.

## История
Посёлок был основан по Столыпинской реформе в 1909 году на землях принадлежащих Симбирскому отделению Крестьянского Поземельного Банка а именно 33 оброчной статьи 15 Софьинского имения. По плану заселения было 18 участков усадебных и 22 без выселения. Изначально заселен выходцами из Новой Рачейки Сызранского уезда .С 1913 заселялся потомками казаков  Малоросами выходцами Полтавской губернии Хорольского уезда.

## Население
Население составляло 6 человек в 2002 году (русские 100 %), 0 по переписи 2010 года.